# تسویوشی ناگابوچی
تسویوشی ناگابوچی (انگلیسی: Tsuyoshi Nagabuchi؛ زادهٔ ۷ سپتامبر ۱۹۵۶) موسیقی‌دان، خوانندگی، ترانه‌پرداز، بازیگر اهل ژاپن است. وی از سال ۱۹۷۷ میلادی تاکنون مشغول فعالیت بوده‌است.
از فیلم‌ها یا برنامه‌های تلویزیونی که وی در آن نقش داشته‌است می‌توان به رؤیای خوشبختی تورا-سان اشاره کرد.